# Navour-sur-Grosne
Navour-sur-Grosne község Franciaország Burgundia-Franche-Comté régiójában, Saône-et-Loire megyében. Új községként 2019. január 1-jén jött létre Brandon, Clermain és Montagny-sur-Grosne község egyesítésével. A korábbi községek egyesülésekor az új község lélekszáma 657 fő lett. Lakosainak száma 658 fő (2022. január 1.).

## Népesség
| Lakosok száma | 653  | 660  | 661  | 657  | 658  | 658  |
|               | 2017 | 2018 | 2019 | 2020 | 2021 | 2022 |